# 手機錶霸
手機錶霸（英語：Patch Of Theta），是一匹在香港出賽的賽駒，練馬師是呂健威。

## 簡介
週歲時，「手機錶霸」於2021年Magic Millions Gold Coast Yearling Sale以550,000澳元成交。其後，作為國際拍賣會新馬的「手機錶霸」被運來香港服役，於2023年香港國際馬匹拍賣會由現馬主以八百六十萬港元的價錢購入，加盟呂健威馬房。
2024年3月10日，「手機錶霸」打開其在港的勝利之門。
2025年1月1日，田泰安策騎「手機錶霸」勝出國際三級賽華商會挑戰盃。賽後，田泰安說道：「我認為當此駒知道競賽為何物之時，牠的實力可望提升至更高水平。然而，馬兒在今場賽事中負磅甚輕，當我們轉入直路後，牠加速得非常快，並且贏得頗為輕易。」練馬師呂健威說道：「『手機錶霸』再次展現本身的忠心性格，馬兒每一仗演出俱續有進步。賽後騎師（田泰安）向我匯報馬兒表現非常優秀，牠的增速力看來已提升至另一新層次。我們當然會繼續安排牠在分級賽中上陣，現時牠可應付1400及1600米途程，我們會考慮讓牠下次角逐（於1月19日舉行的）董事盃。」

## 同父馬
曾於香港服役出賽並曾勝出大賽的同父馬包括：
- 健康愉快：曾勝出G3 華商會挑戰盃（2022）、G3 慶典盃（2023）、四歲系列賽香港經典盃（2021）

## 在港勝出賽事全紀錄
| 比賽日期   | 賽事名稱             | 賽事班次 | 賽道 | 賽事路程 | 比賽馬場 | 名次 | 完成時間 | 騎師   |
| ---------- | -------------------- | -------- | ---- | -------- | -------- | ---- | -------- | ------ |
| 10/03/2024 | 龍崗讓賽             | 第四班   | 草地 | 1400米   | 沙田馬場 | 1    | 1:22.27  | 布文   |
| 24/03/2024 | 雄心威龍讓賽         | 第三班   | 草地 | 1400米   | 沙田馬場 | 1    | 1:21.57  | 田泰安 |
| 19/05/2024 | 北京會所1400米讓賽   | 第三班   | 草地 | 1400米   | 沙田馬場 | 1    | 1:22.15  | 布文   |
| 14/07/2024 | 隨心隨意讓賽         | 第三班   | 草地 | 1400米   | 沙田馬場 | 1    | 1:21.46  | 布文   |
| 24/11/2024 | 其士盃（讓賽）       | 第二班   | 草地 | 1600米   | 沙田馬場 | 1    | 1:33.34  | 梁家俊 |
| 01/01/2025 | 華商會挑戰盃（讓賽） | G3       | 草地 | 1400米   | 沙田馬場 | 1    | 1:20.91  | 田泰安 |

## 在港一級賽出賽全紀錄
| 比賽日期   | 賽事名稱       | 賽事班次 | 賽道 | 賽事路程 | 比賽馬場 | 名次 | 完成時間 | 騎師   |
| ---------- | -------------- | -------- | ---- | -------- | -------- | ---- | -------- | ------ |
| 19/01/2025 | 董事盃         | G1       | 草地 | 1600米   | 沙田馬場 | 7    | 1:34.33  | 田泰安 |
| 23/02/2025 | 女皇銀禧紀念盃 | G1       | 草地 | 1400米   | 沙田馬場 | 8    | 1:20.89  | 班德禮 |

## 外部連結
- . 2025-01-01  [2025-01-01].